# Tupinambis quadrilineatus
Tupinambis quadrilineatus là một loài thằn lằn trong họ Teiidae. Loài này được Manzani & Abe miêu tả khoa học đầu tiên năm 1997.